# إدوارد بينيت (كاتب)
إدوارد بينيت (بالإنجليزية: Edward Bennett)‏ هو كاتب سيناريو ومخرج بريطاني، ولد في 28 نوفمبر 1950 في كامبريدج في المملكة المتحدة.

## وصلات خارجية
- إدوارد بينيت على موقع IMDb (الإنجليزية)
- إدوارد بينيت على موقع ألو سيني (الفرنسية)
- إدوارد بينيت على موقع أول موفي (الإنجليزية)
- إدوارد بينيت على موقع قاعدة بيانات الأفلام السويدية (السويدية)
- إدوارد بينيت على موقع قاعدة بيانات الفيلم (الإنجليزية)
- إدوارد بينيت على موقع كينوبويسك (الروسية)